# Duncan McIntyre
Pour les articles homonymes, voir McIntyre.
Duncan McIntyre, né en 1831 en Argyll (Écosse) et mort le 4 juin 1866 près de la Gilliat River (en), est un explorateur écossais. 

## Biographie
Duncan McIntyre est le cinquième enfant de James McIntyre et de sa femme Mary. En 1839, il arrive en Australie avec le frère aîné de son père, Archibald, sa tante Elizabeth et cinq de leurs enfants. Ils débarquent à Port Phillip. Un sixième enfant, Donald (qui s'installera plus tard à la station de Dalgonally) reste en Écosse et ne rejoint sa famille qu'en 1851. 
Il épouse Mary Morris à Melbourne le 5 mars 1862. À l'époque, il est surintendant de Glengower, une propriété près de Castlemaine appartenant à Donald Campbell, un frère de sa tante Elizabeth.
Au milieu de 1863, Donald Campbell finance une expédition de recherche de terres avec McIntyre comme chef. L'impulsion est venue de la description du pays par William Landsborough autour du fleuve Flinders dans le nord-ouest du Queensland. Landsborough avait traversé la région en 1862 à la recherche des explorateurs Burke et Wills. Le groupe de McIntyre quitte Glengower et se dirige vers le mont Murchison (près de l'actuelle Wilcannia) sur la rivière Darling, puis vers Cooper Creek. Le groupe est composé de Duncan McIntyre (chef), William Frederic Barnett (commandant en second), Albert, Charlie et Billy (aborigènes), ainsi que 25 chevaux et un dingo. De Cooper Creek au golfe de Carpentarie, ils suivent la direction générale que Burke et Wills avaient prise en 1860. Ils reviennent du golfe en suivant la route de Landsborough le long du fleuve Flinders, puis vers le sud le long de la rivière Thomson et d'autres cours d'eau, jusqu'à la Darling. Le voyage entier dure cinq mois.
Duncan McIntyre réussit à trouver des pâturages appropriés près de la rivière Flinders - connue sous le nom de Dalgonally - et il découvre aussi des preuves de la troisième et dernière expédition de Ludwig Leichhardt en 1848 dont celui-ci n'est jamais revenu.
Lorsqu'on apprend qu'il a trouvé des preuves de l'expédition Leichhardt, un groupe de dames de Melbourne forme un comité, le Leichhardt Search Committee. McIntyre est nommé chef de l'expédition, probablement en mai 1865, bien qu'il n'ait pas été au courant de sa nomination - il est alors dans la brousse du Queensland en train d'acheter du bétail pour Dalgonally. Mais McIntyre décide de lui-même de poursuivre ses recherches de Leichhardt. Il quitte Glengower le lundi 3 juillet 1865, à midi. Après son retour du golfe, son intention est de retourner au nord pendant les mois les plus froids de 1865 et de revendiquer Dalgonally. Fin mai 1865, il est dans le Queensland en route pour rassembler du bétail sur la rivière Barcoo et de là pour les conduire à Dalgonally.
Le 5 octobre, le groupe campe à Curracunya Springs (près de l'actuelle Dynevor), à 240 milles de la rivière Darling et à 200 milles de Cooper Creek. Cinq semaines plus tard, après que le groupe a été contraint de quitter Curracunya, un désastre se produit. Les véritables circonstances entourant cette catastrophe ne sont pas connues. Les preuves disponibles suggèrent que le groupe n'a pas pu trouver d'eau à Cooper Creek et s'est retiré. Le groupe se scinde en deux : McIntyre et un autre homme se déplaçant à dos de chameau planifient de revenir avec de l'eau ; le deuxième groupe, dirigé par le James Murray, part derrière eux avec les chevaux et le matériel. Lorsque les deux groupes se retrouvent, l'expédition dans sa composition d'origine touche à sa fin : 66 chevaux sont morts dans le désert et les provisions et matériaux sont éparpillés. Plusieurs membres du groupe retournent dans les districts habités tandis que McIntyre et le reste du groupe se sont de nouveau déplacés vers Cooper Creek. Tout le mois de décembre a été consacré à la recherche d'eau permanente à Cooper Creek et à la collecte des affaires éparpillés. Le 14 janvier 1866, une palissade est érigée pour se protéger des aborigènes.

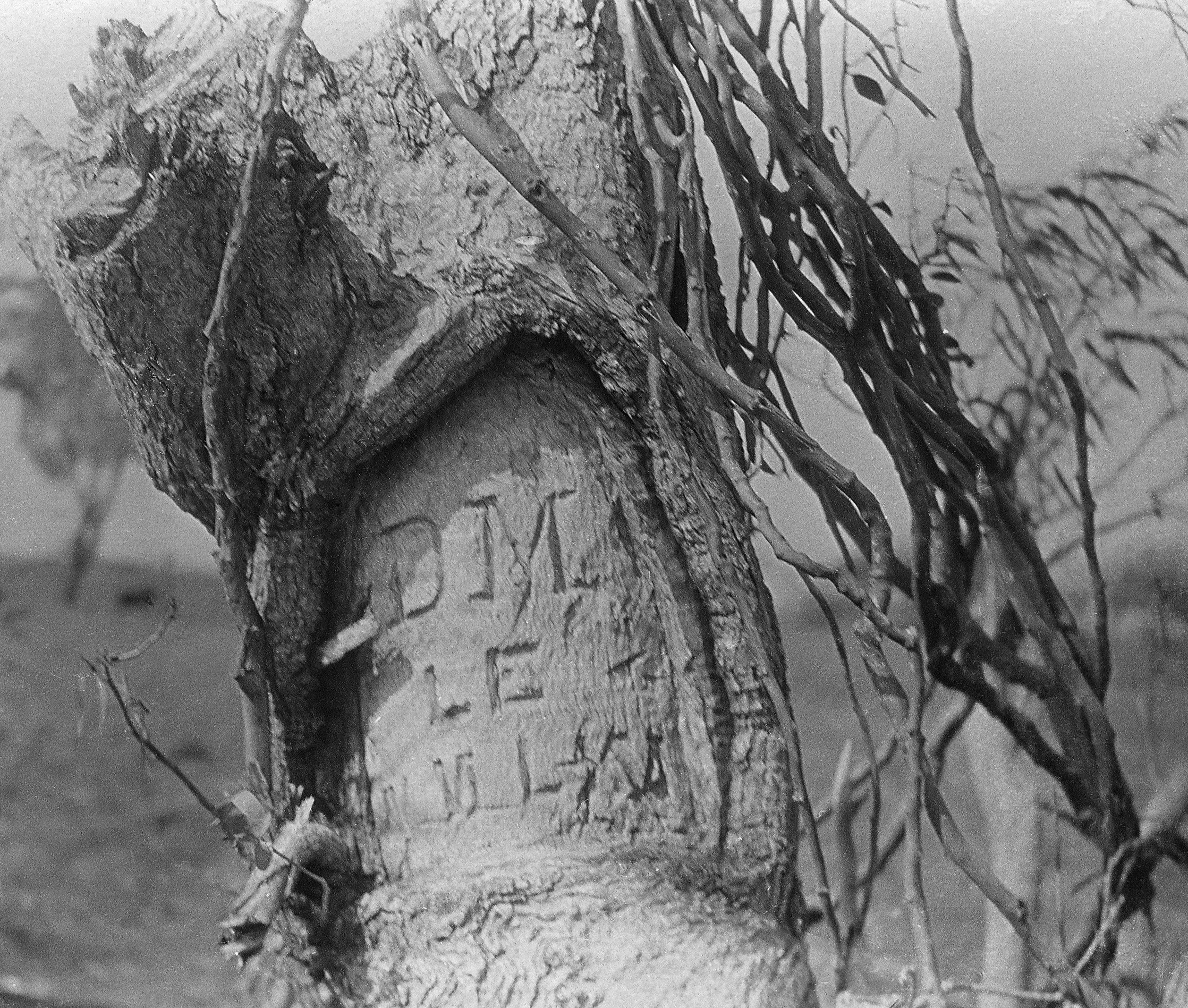
Inscription sur la croix celtique en hommage à Duncan McIntyre, vers 1930

Le 9 février, l'expédition quitte Cooper Creek avec 12 chameaux, 5 chevaux, près de deux tonnes de provisions et six hommes : Duncan McIntyre, John McCalman, William Barnett, Belooch, Welbo et Myola (trois aborigènes). Ils arrivent à la rivière Cloncurry le dimanche 18 mars. L'arbre marqué des initiales de Leichhardt sur la rivière Flinders est à environ 60 kilomètres de distance dans une direction sud-est. Pendant plusieurs jours, McIntyre et Welbo fouillent la rivière Flinders à la recherche d'autres traces de Leichhardt, mais sans succès. 
Pour compenser la perte d'équipement survenue à Cooper Creek, McIntyre se rend à Burketown vers la fin avril 1866. Une fièvre (peste ?) touche la ville, supposée avoir été amenée par un navire, le Margaret and Mary. C'était la saison des pluies, le climat est oppressant et il y a un grand manque de provisions et de médicaments.
Le 21 mai, McIntyre montre les premiers symptômes de la fièvre. Deux jours plus tard, toujours malade, il retourne au camp de base sur la rivière Gilliat et y meurt le 4 juin. Il est enterré le matin du 6 juin à côté d'un point d'eau connu de nos jours sous le nom de Grave Hole. Les lettres DM LE (Duncan McIntyre, Leichhardt Expedition) ont été gravées dans un arbre près de la tombe. Une section de cet arbre se trouve au musée Duncan McIntyre à Julia Creek.
Après la mort de McIntyre, WS Sloman prend la relève en tant que chef de l'expédition. La station Dalgonally (alors occupée par le frère de Duncan, Donald McIntyre) devient la base de l'expédition et plusieurs rivières sont étudiées à la recherche de Leichhardt. Dans la dernière partie de 1866, Sloman meurt. William Barnett (le même homme qui a accompagné McIntyre lors de son premier voyage dans le Golfe) devient le nouveau chef.

## Hommages
- Jules Verne le mentionne dans son roman Les Enfants du capitaine Grant (partie 2, chapitre IV)[7].
- En 1918, une croix celtique a été érigée sur la tombe de McIntyre[8].